# Беткудук
Беткуду́к (каз. Бетқұдық) — село у складі Уланського району Східноказахстанської області Казахстану. Входить до складу Азовського сільського округу.
Населення — 70 осіб (2021; 324 у 2009, 407 у 1999, 620 у 1989).
Національний склад станом на 1989 рік:
- казахи — 62 %
- росіяни — 33 %